# جائزة بريطانيا الكبرى 1978
جائزة بريطانيا الكبرى 1978 هو سباق فورمولا 1 أقيم بتاريخ 16 يوليو 1978 في كنت، إنجلترا. كان العاشر من أصل 16 في بطولة العالم لسباقات الفورمولا واحد موسم 1978. حلّ الأرجنتيني كارلوس ريوتيمان أولا بينما جاء النمساوي نيكي لاودا في المركز الثاني.

## الترتيب النهائي
| الترتيب | السائق          | النقاط |
| ------- | --------------- | ------ |
| 1       | ماريو أندريتي   | 45     |
| 2       | روني بيترسون    | 36     |
| 3       | كارلوس ريوتيمان | 31     |
| 4       | نيكي لاودا      | 31     |
| 5       | باتريك ديبايلير | 26     |
| المصدر: |                 |        |